# كارايشيفتسي
كارايشيفتسي (بالبلغارية: Карамичевци)‏ قرية تقع إدارياً ضمن Sevlievo ‏ في بلغاريا. ويبلغ عدد سكانها 24 نسمة حسب تعداد 15 مارس 2015. تعتمد كارايشيفتسي للبريد على الرمز البريدي 5471.